# Dohma
Dohma là một đô thị thuộc huyện Sächsische Schweiz-Osterzgebirge, bang Sachsen, Đức. Đô thị Dohma có diện tích 19,56 km².